# سيلاس روبنز
سيلاس روبنز (بالإنجليزية: Silas Robbins)‏ هو محامي أمريكي، ولد في 14 فبراير 1857، وتوفي في 11 سبتمبر 1916 في أوماها في الولايات المتحدة.